# کنسرتو پیانو شماره ۱ (لیست)

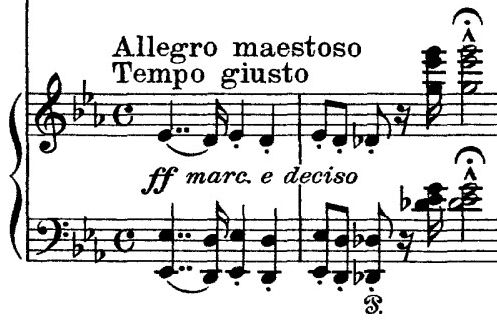
موتیف اصلی موومان اول

فرانتس لیست کنسرتو پیانوی شماره ۱ خود را در می بمل ماژور♭ در یک دوره ۲۶ ساله ساخت. زمینه موسیقایی اصلی مربوط به سال ۱۸۳۰ است، اما نسخه نهایی مربوط به سال ۱۸۴۹ است. کنسرتو از چهار موومان تشکیل شده و اجرای آن تقریباً ۲۰ دقیقه طول می کشد. این قطعه اولین بار در ۱۷ فوریه ۱۸۵۵ در وایمار با اجرای خود فرانتس لیست و به رهبری هکتور برلیوز اجرا شد.

## تاریخچه

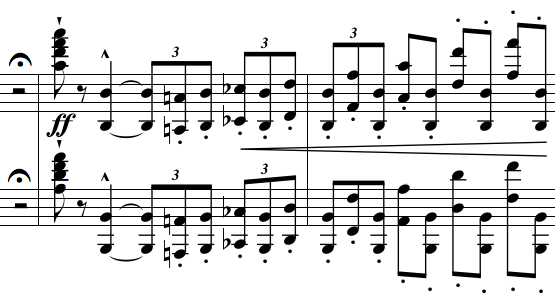
ورودی اول در موومان اول که چندین بار مورد بازبینی قرار گرفته و دچار تغییراتی شده است

نت های اصلی اولین کنسرتو پیانو فرانتس لیست در یک کتاب در تاریخ ۱۸۳۰، زمانی که لیست نوزده ساله بود، نوشته شده است. به نظر می رسد که او این قطعه را در سال ۱۸۴۹ به پایان رسانده است، لیست همچنین در سال ۱۸۵۳ تغییرات بیشتری را بر روی این قطعه انجام داده است.

این اثر اولین بار در وایمار در سال ۱۸۵۵ با اجرای پیانو لیست و رهبری هکتور برلیوز اجرا شد. لیست قبل از انتشار در سال ۱۸۵۷ تغییرات زیادی در این اثر ایجاد کرد.

## ارکستراسیون
این کنسرتو برای یک ارکستر نسبتا کوچک ساخته شده است و سازهای زیر را برای اجرای این قطعه نیازدارد:
تکنوازی پیانو
بادی های چوبی:
پیکولو
دو فلوتثانیه
دو ابوا
دو کلارینت
دو باسون
برنجی:
دو شاخ در فا
دو ترومپت
سه ترومبون (دو تنور، یک بیس)
پرکاشن:
تیمپانی
سنجها
مثلث
زهی:
اولین و دوم ویولنها
ویولاها
ویلنسلها
کنترباس